# Recinte fortificat de Pontellà

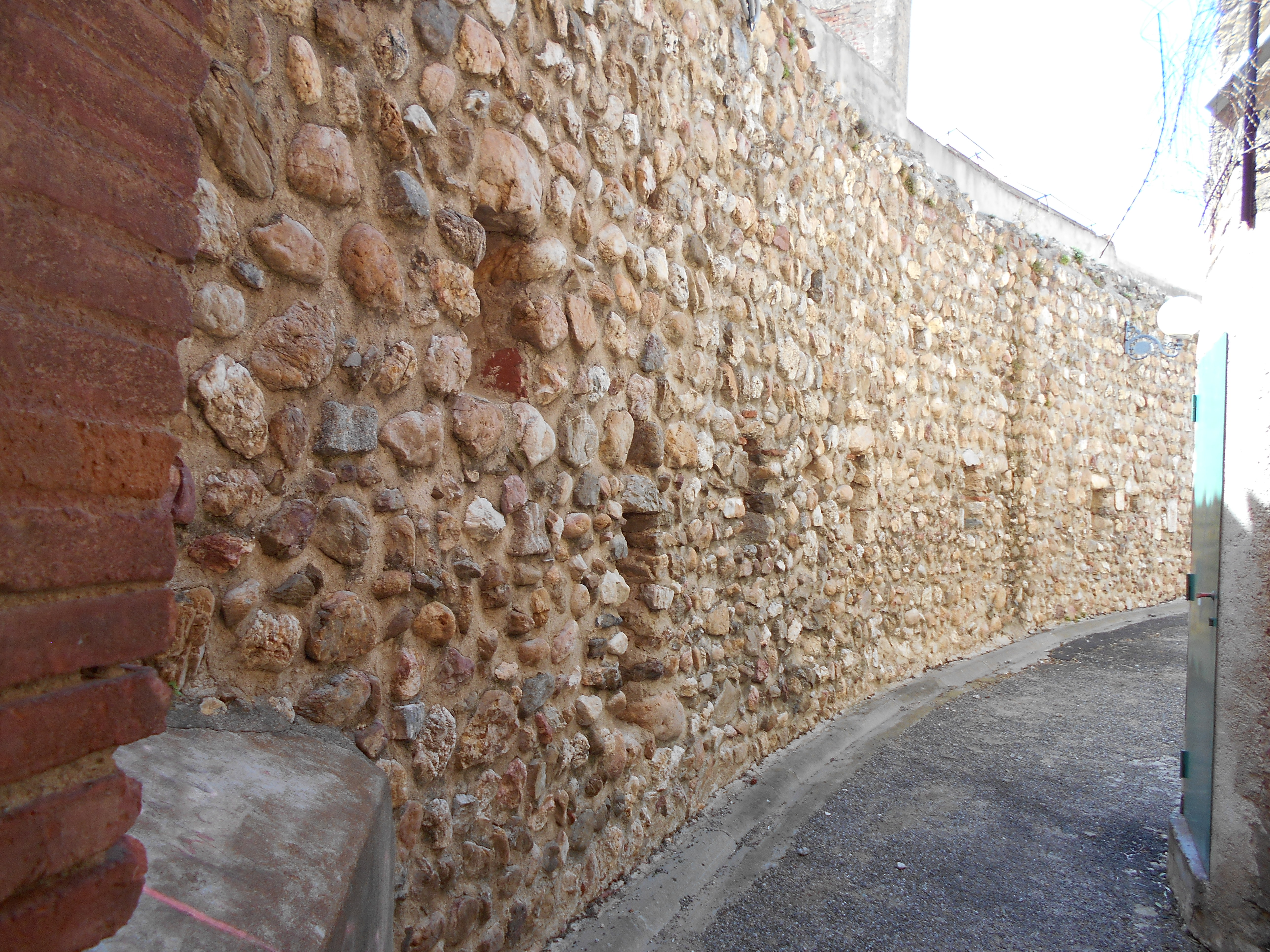
Les muralles a ran de l'església

El Recinte fortificat de Pontellà és un recinte medieval d'estil romànic del segle xi que envolta la cellera originària del poble de Pontellà, del terme comunal de Pontellà i Nyils, a la comarca del Rosselló (Catalunya del Nord).
Està situat al voltant del turonet on està situada l'antiga cellera de Pontellà.

## Història

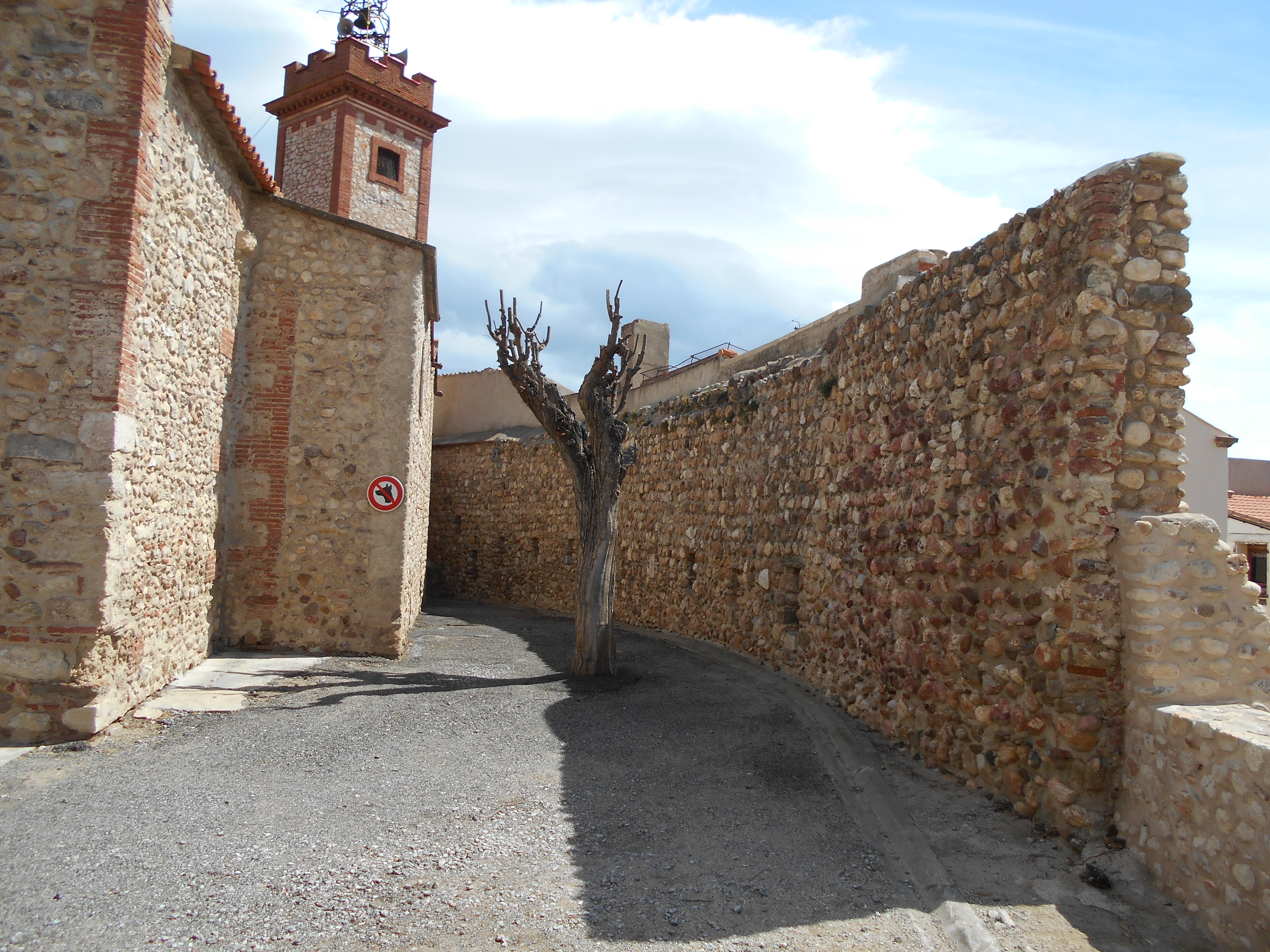
Fragment de muralla

El primer esment de Pontellà és del 872, en una confrontació amb Tullars: de circi affrontat in ipsa guardia qui est in termino Pontiliano. El 876 tres monjos de Sant Andreu d'Eixalada donen terres a aquell monestir uns béns a Pontiliano. El 982, en un diploma del rei Lotari es reconeixen béns de Sant Pere de Rodes a Pontellà i Nyils. Els vescomtes de Conflent i el capítol d'Elna també hi tenien possessions, totes elles a bastament documentades.
Des de finals del segle xi, el senyoriu de Pontellà estigué en mans dels vescomtes de Castellnou, fins que, al segle xiv, passà per diverses mans a causa de vendes, confiscacions, subhastes i cessions.

## Les restes del recinte

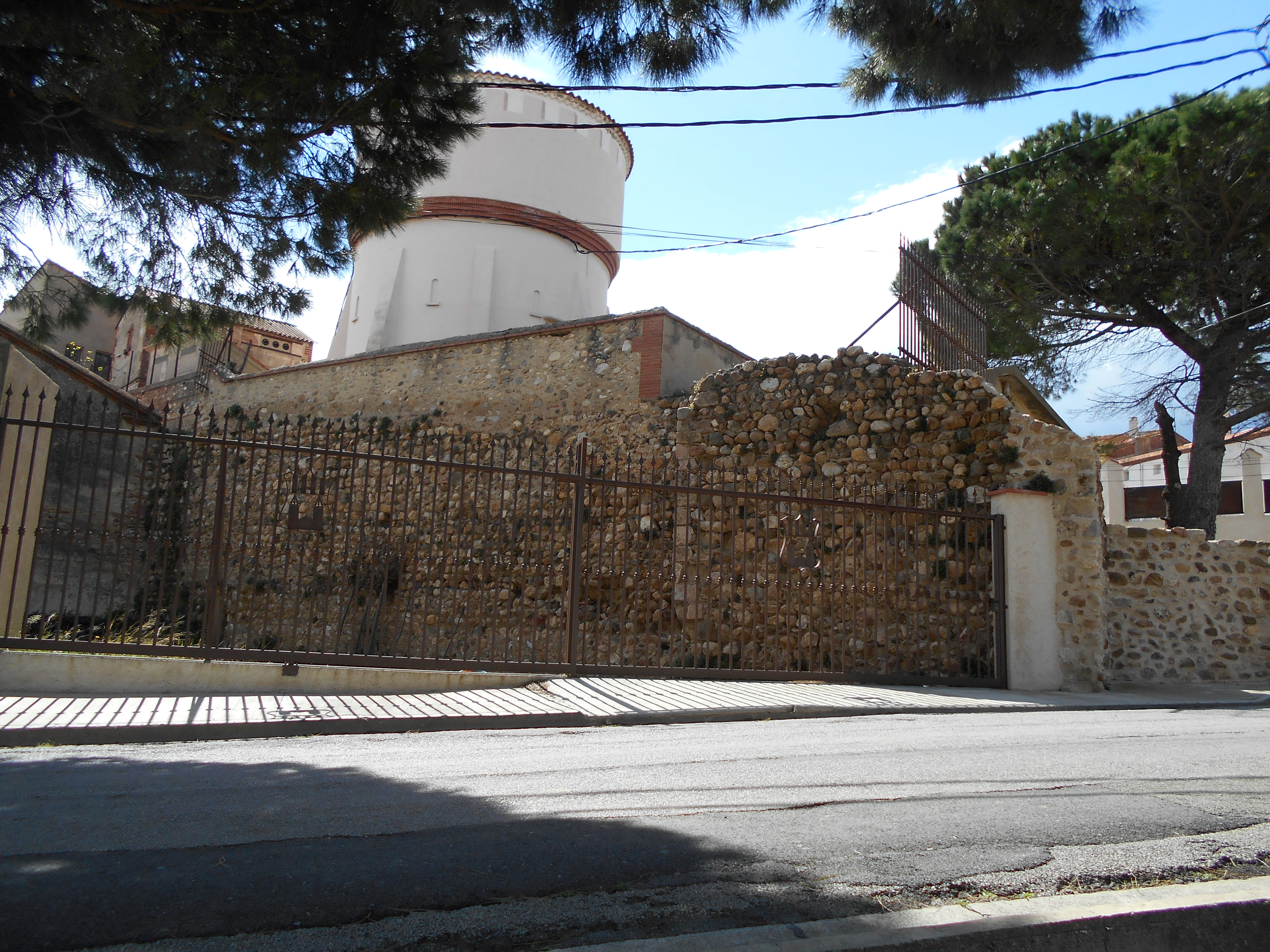
Restes del castell

Tot a l'entorn de l'antiga cellera, de forma ovalada, a l'extrem meridional de la qual es troba l'església parroquial, es poden observar fragments de muralles, en algun cas panys de mida bastant considerable. La mateixa església és en part afegida a la muralla. En el punt més elevat, sota mateix d'on ara hi ha el castell d'aigua, hi havia el Castell de Pontellà.